# Ciclismo en los Juegos Olímpicos de Londres 2012 – Velocidad por equipos masculino
El evento de velocidad por equipos masculino de ciclismo en los Juegos Olímpicos de Londres 2012 tuvo lugar el 2 de agosto en la ciudad de Londres. El evento se llevó a cabo en el Velódromo de Londres.

## Horario
Todos los horarios están en Tiempo Británico (UTC+1)
| Fecha                      | Tiempo | Ronda                  |
| -------------------------- | ------ | ---------------------- |
| Jueves 2 de agosto de 2012 | 16:15  | Calificaciones y final |

## Clasificación
| Evento            | Ranking por nación | Clasificados | Equipos por CON |
| ----------------- | ------------------ | --- | --------------- |
| Ranking 2010–2012 | 1º al 10º          | Alemania (GER) · Australia (AUS) · Reino Unido (GBR) · Francia (FRA) · Nueva Zelanda (NZL) · Rusia (RUS) · República Popular China (CHN) · Japón (JPN) · Polonia (POL) · Venezuela (VEN) | 1               |
| Total             |                    | | 10              |

## Resultados

### Clasificación
| Rank | País                          | Ciclista                                          | Resultado | Notas      |
| ---- | ----------------------------- | ------------------------------------------------- | --------- | ---------- |
| 1    | Reino Unido (GBR)             | Philip Hindes Chris Hoy Jason Kenny               | 43.065    | Q, OR      |
| 2    | Francia (FRA)                 | Grégory Baugé Michaël D'Almeida Kévin Sireau      | 43.097    | Q, OR*     |
| 3    | Australia (AUS)               | Matthew Glaetzer Shane Perkins Scott Sunderland   | 43.377    | Q          |
| 4    | Rusia (RUS)                   | Sergei Borisov Denis Dmitriev Sergey Kocherov     | 43.681    | Q, OR*, RN |
| 5    | Alemania (GER)                | René Enders Maximilian Levy Robert Förstemann     | 43.710    | Q          |
| 6    | República Popular China (CHN) | Cheng Changsong Zhang Lei Zhang Miao              | 43.751    | Q          |
| 7    | Nueva Zelanda (NZL)           | Eddie Dawkins Ethan Mitchell Simon van Velthooven | 44.175    | Q          |
| 8    | Japón (JPN)                   | Seiichiro Nakagawa Yudai Nitta Kazunari Watanabe  | 44.324    | Q          |
| 9    | Venezuela (VEN)               | Hersony Canelón César Marcano Angel Polgar        | 44.654    | RN         |
| 10   | Polonia (POL)                 | Maciej Bielecki Damian Zieliński Kamil Kuczyński  | 44.712    |            |

- El récord olímpico fue roto por primera vez por Rusia, luego Francia (en la misma carrera con Australia), seguido por Gran Bretaña en la final.

### Primera ronda
| Serie | Rank | País                          | Resultado | Notes  |
| ----- | ---- | ----------------------------- | --------- | ------ |
| 4     | 1    | Reino Unido (GBR)             | 42.747    | Q, WR  |
| 3     | 2    | Francia (FRA)                 | 42.991    | Q, OR* |
| 1     | 3    | Alemania (GER)                | 43.178    | Q      |
| 2     | 4    | Australia (AUS)               | 43.261    | Q, OC  |
| 3     | 5    | Nueva Zelanda (NZL)           | 43.495    | RN     |
| 2     | 6    | República Popular China (CHN) | 43.505    | AS     |
| 1     | 7    | Rusia (RUS)                   | 43.909    |        |
| 4     | 8    | Japón (JPN)                   | 43.964    | RN     |

- Francia estableció el récord olímpico en la tercera serie, antes de que Gran Bretaña estableció el récord mundial en la cuarta.

### Final
| Carrera | Equipo            | Tiempo      | Rank              |
| ------- | ----------------- | ----------- | ----------------- |
| Oro     | Reino Unido (GBR) | 42.600 (WR) | Medalla de oro    |
| Oro     | Francia (FRA)     | 43.013      | Medalla de plata  |
| Bronce  | Alemania (GER)    | 43.209      | Medalla de bronce |
| Bronce  | Australia (AUS)   | 43.355      | 4                 |